# Vala (Inde)
Pour les articles homonymes, voir Vala.
 (septembre 2017).
Vala (dit aussi Vallabhipur) était un État princier des Indes, dirigé par des souverains qui portaient le titre de « thakur » et qui subsista jusqu'en 1948. Il fut ensuite intégré dans l'État du Gujarat.

## Liste des thakurs de Vala de 1798 à 1948
- 1798-1814 : Meghabhai
- 1814-1838 : Harbhamji
- 1838-1840 : Daoulatsinhji
- 1840-1853 : Patagbhai
- 1853-1860 : Prithirajji
- 1860-1875 : Meghrajji
- 1875-1943 : Vakhatsinhji
- 1943-1948 : Gambhirsinhji